# Hermanos Dardenne
Los hermanos Jean-Pierre Dardenne (21 de abril de 1951) y Luc Dardenne (10 de marzo de 1954), conocidos colectivamente como los Hermanos Dardenne, son un dúo de cineastas de origen belga, pertenecientes a la provincia valona de Lieja. Ambos se encargan de dirigir, escribir y producir películas en su país.
Los Dardenne comenzaron a hacer películas narrativas y documentales a fines de la década de 1970. Llamaron la atención internacional a mediados de la década de 1990 con La promesa. Ganaron su primer gran premio cinematográfico internacional cuando Rosetta ganó la Palma de Oro en el Festival de Cine de Cannes de 1999. Su trabajo tiende a reflejar temas y puntos de vista de izquierda política y también problemáticas sociales actuales.
En 2005, ganaron la Palma de Oro por segunda vez con su película El niño, colocándolos en un club de élite. Recibieron una nominación en los Premios Globos de Oro por El niño de la bicicleta en la categoría de Película de habla no inglesa. En 2015, su película Dos días, una noche recibió nueve nominaciones al Premio Magritte (ganando tres) y una nominación a la Mejor actriz en los Premios Óscar para Marion Cotillard.

## Trayectoria

### Inicios
Ansiosos por beneficiarse de las estructuras que les permitieran vincular la independencia, el compromiso social y el cine, Luc y Jean-Pierre Dardenne crearon en 1975 la productora “Dérives”, que se lanzó a la financiación de una cincuentena de documentales. Luego fundaron, en 1981, la compañía «Films Dérives Productions» que produjo seis largometrajes y luego, en 1994, «Les Films du Fleuve» que financió todas sus producciones desde La promesa y participó en la producción de muchas películas. Gracias a esta estructura, realizaron entonces el deseo de ser los autores completos de sus obras (productores, guionistas y directores).
En 1978, los hermanos realizaron numerosos documentales en radios libres y trataron los problemas causados por la vida colectiva o la huelga general de 1960. En otras obras, evocan en particular los periódicos clandestinos o la resistencia antialemana en Bélgica (Le Chant du rossignol). En 1981, se reunieron con Armand Gatti para la película We Were All Tree Names, en la que Luc fue el primer asistente de dirección y Jean-Pierre el primer asistente de cámara.

### Reconocimiento internacional
En los 1980 filmaron su primera obra de ficción, Falsch, de una hora que aboga por hablar de las persecuciones de los nazis en su país. Luego rodaron varios filmes curiosos de carácter social.
No obstante, no consiguieron el reconocimiento de la crítica internacional hasta La promesa, su tercer largometraje. 
El reconocimiento se consolidó con Rosetta, película ganadora de la Palma de Oro en la edición número 52 del Festival de Cannes. 
Desde entonces, todas sus películas han participado en la sección oficial a concurso del festival y en 2005 ganaron su segunda Palma de Oro con El niño. Desde entonces han hecho, con sumo cuidado y deliberaciones, El silencio de Lorna. En 2011 El niño de la bicicleta; en 2014 Dos días, una noche, y en 2016 La chica desconocida.
Los Dardennes a menudo emplean cámaras de mano y usan la luz disponible.  En 2009, firmaron una petición en apoyo del director Roman Polanski, quien había sido detenido mientras viajaba a un festival de cine en relación con sus cargos de abuso sexual de 1977, que según la petición socavaría la tradición de los festivales de cine como un lugar para que las obras se muestren «libre y seguramente», y que arrestar a cineastas que viajan a países neutrales podría abrir la puerta «a acciones de las que nadie puede saber los efectos».
Su película de 2019 El joven Ahmed, una película sobre un adolescente belga que abraza el extremismo islámico,  fue nominada a la Palma de Oro en el Festival de Cine de Cannes y ganó el premio al Mejor Director.
En junio del año 2012, ambos fueron invitados a formar parte de la Academy of Motion Picture Arts and Sciences.
Su película de 2022 Tori y Lokita, fue nominada a la Palma de Oro en el Festival de Cine de Cannes y ganó el Premio del Aniversario.

## Filmografía
| Año  | Título                     | Acreditados como: | Acreditados como: | Acreditados como: | Notas adicionales |
| Año  | Título                     | Directores        | Guionistas        | Productores       | Notas adicionales |
| ---- | -------------------------- | ----------------- | ----------------- | ----------------- | ----------------- |
| 1987 | Falsch                     | Sí                | Sí                |                   |                   |
| 1992 | Je pense à vous            | Sí                | Sí                | Sí                |                   |
| 1995 | Faute de soleil            |                   |                   | Sí                | Coproductores     |
| 1996 | La promesa                 | Sí                | Sí                |                   |                   |
| 1999 | Rosetta                    | Sí                | Sí                | Sí                |                   |
| 2001 | The Milk of Human Kindness |                   |                   | Sí                | Co-producers      |
| 2002 | El hijo                    | Sí                | Sí                | Sí                |                   |
| 2003 | The Living World           |                   |                   | Sí                | Coproductores     |
| 2003 | Stormy Weather             |                   |                   | Sí                |                   |
| 2003 | The Sun Assassinated       |                   |                   | Sí                |                   |
| 2005 | The Axe                    |                   |                   | Sí                | Coproductores     |
| 2005 | El niño                    | Sí                | Sí                | Sí                |                   |
| 2006 | The Colonel                |                   |                   | Sí                |                   |
| 2007 | Vous êtes de la police?    |                   |                   | Sí                | Coproductores     |
| 2008 | El silencio de Lorna       | Sí                | Sí                | Sí                |                   |
| 2009 | The Front Line             |                   |                   | Sí                |                   |
| 2010 | K.O.R.                     |                   |                   | Sí                |                   |
| 2011 | El niño de la bicicleta    | Sí                | Sí                | Sí                |                   |
| 2011 | The Minister               |                   |                   | Sí                |                   |
| 2012 | De óxido y hueso           |                   |                   | Sí                | Coproductores     |
| 2012 | Más allá de las colinas    |                   |                   | Sí                | Coproductores     |
| 2013 | Marina                     |                   |                   | Sí                | Coproductores     |
| 2013 | Je fais le mort            |                   |                   | Sí                | Coproductores     |
| 2014 | Dos días, una noche        | Sí                | Sí                | Sí                |                   |
| 2014 | Wild Life                  |                   |                   | Sí                | Coproductores     |
| 2015 | Diary of a Chambermaid     |                   |                   | Sí                | Coproductores     |
| 2015 | Cowboys (película de 2015) |                   |                   | Sí                | Coproductores     |
| 2015 | Long Live the Bride        |                   |                   | Sí                | Coproductores     |
| 2016 | El hijo de José            |                   |                   | Sí                | Coproductores     |
| 2016 | Hedi                       |                   |                   | Sí                | Coproductores     |
| 2016 | Graduation                 |                   |                   | Sí                | Coproductores     |
| 2016 | Pericle                    |                   |                   | Sí                | Coproductores     |
| 2016 | La chica desconocida       | Sí                | Sí                | Sí                |                   |
| 2016 | Les Carnivores             |                   |                   | Sí                | Coproductores     |
| 2019 | El joven Ahmed             | Sí                | Sí                | Sí                |                   |
| 2022 | Tori y Lokita              | Sí                | Sí                | Sí                |                   |

### Películas solamente como directores
| Año  | Título                  | Título en francés    | Protagonistas                        | Notas |
| ---- | ----------------------- | -------------------- | ------------------------------------ | --- |
| 1987 | Falsch                  | Falsch               | Bruno Cremer                         | |
| 1992 | Je pense à vous         | Je pense à vous      | Robin Renucci y Fabienne Babe        | |
| 1996 | La promesa              | La promesse          | Jérémie Renier y Olivier Gourmet     | Seminci: Espiga de oro |
| 1999 | Rosetta                 | Rosetta              | Emilie Dequenne                      | Cannes: Palma de Oro Cannes: Mejor actriz para Émilie Dequenne.                                                                                  |
| 2002 | El hijo                 | Le fils              | Olivier Gourmet                      | Cannes: Mejor actor para Olivier Gourmet. |
| 2005 | El niño                 | L'enfant             | Jérémie Renier y Déborah François    | Cannes: Palma de Oro Guldbagge: mejor película extranjera                                                                                        |
| 2008 | El silencio de Lorna    | Le silence de Lorna  | Arta Dobroshi                        | Cannes: mejor guion |
| 2011 | El niño de la bicicleta | Le Gamin au vélo     | Cécile de France                     | Cannes: gran premio del jurado (exaequo) Premio del Cine Europeo: mejor guion Premios Globo de Oro nominada a mejor película de habla no inglesa |
| 2013 | Dos días, una noche     | Deux jours, une nuit | Marion Cotillard y Fabrizio Rongione | Nominada en los Premios Oscar en la categoría de Mejor Actriz (Marion Cotillard)                                                                 |
| 2016 | La chica desconocida    | La Fille Inconnue    | Adèle Haenel                         | |
| 2019 | El joven Ahmed          | Le Jeune Ahmed       | Myriem Akheddiou y Idir Ben Addi     | Premios César: Nominada a la mejor película extranjera                                                                                           |
| 2022 | Tori y Lokita           | Tori et Lokita       | Mbundu Joely y Pablo Schils          | Festival de Cannes: Nominada a la Palma de oro                                                                                                   |

### Documentales
- 1978 : Le chant du rossignol
- 1979 : Lorsque le bateau de Léon M. descendit la Meuse pour la première fois
- 1980 : Pour que la guerre s'achève, les murs devaient s'écrouter
- 1981 : R... ne répond plus
- 1982 : Leçons d'une université volante
- 1983 : Regard Jonathan/Jean Louvet, 231

## Premios y distinciones
Aunque ambos directores tienen múltiples reconocimientos y sus películas fueron nominadas en los premios más reconocidos del cine, son los favoritos en las ediciones del Festival de Cannes cada vez que participan con un largometraje.

### Festival de Cannes
| Año  | Película                | Categoría                                     | Resultado        | Referencias |
| ---- | ----------------------- | --------------------------------------------- | ---------------- | ----------- |
| 1999 | Rosetta                 | Palme d'Or                                    | Ganadora         | [ 5 ]       |
| 1999 | Rosetta                 | Premio del Jurado                             | Mención especial | [ 5 ]       |
| 2002 | El hijo                 | Palme d'Or                                    | Nominada         | [ 5 ]       |
| 2002 | El hijo                 | Premio del Jurado                             | Mención especial | [ 5 ]       |
| 2005 | El niño                 | Palme d'Or                                    | Ganadora         | [ 5 ]       |
| 2008 | El silencio de Lorna    | Palme d'Or                                    | Nominada         | [ 5 ]       |
| 2008 | El silencio de Lorna    | Mejor Guion                                   | Ganadores        | [ 5 ]       |
| 2011 | El niño de la bicicleta | Palme d'Or                                    | Nominados        | [ 5 ]       |
| 2011 | El niño de la bicicleta | Grand Prix                                    | Ganadora         | [ 5 ]       |
| 2014 | Equipo de trabajo       | Especial Premio del Jurado                    | Ganadores        | [ 6 ] [ 7 ] |
| 2014 | Dos días, una noche     | Palme d'Or                                    | Nominada         | [ 5 ]       |
| 2016 | La chica desconocida    | Palme d'Or                                    | Nominada         | [ 5 ]       |
| 2019 | El joven Ahmed          | Palme d'Or                                    | Nominada         | [ 5 ]       |
| 2019 | El joven Ahmed          | Mejor Director                                | Ganadores        | [ 8 ]       |
| 2022 | Tori y Lokita           | Palme d'Or                                    | Nominada         | [ 5 ]       |
| 2022 | Tori y Lokita           | Premio del aniversario del Festival de Cannes | Ganadora         | [ 5 ]       |